# Psoraleen
Psoraleen is een organische verbinding met als brutoformule C11H6O3. De zuivere stof komt voor als een kleurloos kristallijn poeder, dat goed oplosbaar is in water.
Psoraleen vormt de basisstructuur van een familie van verbindingen die behoren tot de grotere groep van de furocoumarinen. Furocoumarinen zijn een groep van natuurlijk voorkomende toxische componenten die voornamelijk gevonden worden in plantensoorten uit de schermbloemenfamilie (Apiaceae) en de wijnruitfamilie (Rutaceae). Ze hebben verschillende fysiologische effecten, zoals inhibitie van bepaalde enzymen met betrekking tot het metabolisme van geneesmiddelen. De furocoumarinen zorgen voor schadelijke effecten bij veel organismen, variërend van bacteriën tot zoogdieren. De toxiciteit van deze verbindingen wordt veroorzaakt door het binden van de furocoumarinen aan DNA, maar ook aan eiwitten en vetten.

## Synthese

### Biosynthese
Psoraleen is een stof die door planten worden aangemaakt. Onder invloed van het enzym dioxygenase wordt feruloyl-CoA omgezet in 2,4-dihydroxy-5-methoxycinnamoyl-CoA, scopoletine en 4-coumaroyl-CoA. Deze laatste stof wordt door het enzym umbelliferon-6-prenyltransferase omgezet in umbelliferon. Umbelliferon wordt door 6-prenyltransferase omgezet tot demethylsuberosine, waaruit door marmesinetransferase (een cytochroom-P450-enzym) marmesine gevormd wordt. Uit deze verbinding wordt uiteindelijk onder invloed van psoraleentransferase (eveneens een cytochroom-P450-enzym) psoraleen gevormd.

### Organische synthese
Psoraleen is een aromatische tricyclische verbinding, die beschouwd kan worden als een derivaat van coumarine, met een extra furaanring. De totaalsynthese ervan is dus vrij uitdagend. Wanneer wordt uitgegaan van umbelliferon is het probleem dat substitutie eerder op de 8-positie dan op de (gewenste) 6-positie plaatsgrijpt. Uitgaande van benzofuraan treedt eerder aromatische substitutie op aan de furaanring en niet aan de benzeenring. Dit euvel kan verholpen worden door de partieel gehydrogeneerde variant van benzofuraan (2,3-dihydrobenzofuraan) als uitgangsstof te nemen. Met koper(I)chloride en aluminiumchloride als katalysatoren ondergaat deze verbinding een Gattermann-Koch-reactie tot het aromatisch aldehyde. Dit wordt gevolgd door een Perkin-reactie met azijnzuuranhydride. De laatste stap in de synthese betreft een dehydrogenering met palladium op koolstof als katalysator.

## Toxische werking
Zuurstofradicalen kunnen ontstaan doordat psoraleen, dat geactiveerd wordt door UV-A-straling, zijn energie overdraagt aan een zuurstofmolecule. De ontstane zuurstofradicalen zijn in staat cellen en weefsels te beschadigen.
Daarnaast vormt psoraleen ook adducten met thymine in het DNA, waardoor de celdeling belemmerd kan worden. In eerste instantie treedt intercalatie op door vorming van waterstofbruggen. Vervolgens ondergaat dit complex - onder invloed van UV-licht - een [2+2]-cycloadditie, waardoor covalente bindingen worden gevormd tussen psoraleen en het DNA.

## Toepassingen
Furocoumarines zoals psoraleen worden al erg lang als (volks)geneesmiddel gebruikt. Pas in de jaren '40 van de 20e eeuw is er klinisch onderzoek verricht naar de stoffen in combinatie met UV-licht, met name UV-A-straling (licht met een golflengte tussen 315 en 400 nm). Ontdekt werd dat psoraleen gebruikt kon worden in geneesmiddelen om de aanmaak van melanine in de huid te bevorderen en op die manier ziektes zoals als vitiligo te verhelpen. Pas in de jaren '50 is er uitgebreid onderzoek verricht naar de bronnen van furocoumarines zoals psoraleen, hun werkingsmechanismes en hun toxiciteit voor mens en dier. Uit deze studies is gebleken dat bepaalde psoralenen in combinatie met UV-A-licht erg nuttig zijn voor de behandeling van huidziektes zoals vitiligo en psoriasis.
Bepaalde derivaten van psoraleen, met name 8-methoxypsoraleen en 4,5,8-trimethylpsoraleen, bleken eveneens nuttig te zijn voor de behandeling voor vitiligo en psoriasis. Ze kunnen daarnaast de tolerantie voor zonlicht bij patiënten die er gevoelig voor zijn vergroten. De straling die bij deze therapie (de zogenaamde PUVA-therapie) gebruikt wordt heeft een golflengte van 320 tot 380 nm.
Door de adductvorming tussen psoraleen en thymine in het DNA is er minder gemakkelijk celdeling mogelijk. Hierop is de remming van ongecontroleerde celdeling van de epitheelcellen bij patiënten met psoriasis gestoeld.
Het mechanisme dat ervoor zorgt dat furocoumarines zoals psoraleen pigmentatie in de huid stimuleren wordt nog niet begrepen. Wel weten we dat melanine, de stof die verantwoordelijk is voor huidpigment, zich bevindt in de melanocyten. Wanneer mensen zonnen en aan UV-straling blootgesteld staan, neemt de hoeveelheid melanine toe in de huid. Bij vitiligo zijn de melanocyten niet te vinden. Dit kan komen doordat de melanocyten niet herkenbaar zijn door de afwezigheid van melanine. De beste golflengte die pigmentatie bevordert is tussen de 300-700 nm. Hoe dit proces in zijn werk gaat is nog niet helemaal bekend.
Wanneer psoraleen wordt toegediend, is het van belang dat het medicijn zijn gewenste werking veroorzaakt. Er moet daarom rekening worden gehouden met bepaalde beperkende factoren die meetellen om het medicijn goed te laten werken. Het onderzoek wordt allereerst in vitro gehouden en daarna in vivo. Bij het in vivo testen van psoraleen moet rekening gehouden worden met het metabolisme van de stof in de mens. Met name de hoeveelheid stof die de doelcellen bereikt, de hoeveelheid straling die de huid tegenhoudt en de reparatiemechanismes die in het menselijk lichaam plaatsvinden als reactie op de werking van de stof.

## Toxicologie en veiligheid
Psoraleen kan irritatie en roodheid van de huid teweegbrengen. Dit kan leiden tot jeuk en blaarvorming. De combinatie van UV-A-straling en psoraleen kan een carcinogene werking veroorzaken, waardoor mogelijk huidkanker ontstaat.
Wanneer het thymine-adducten gevormd wordt in het P53-tumorsuppressorgen, wordt dit gen gedeactiveerd, waardoor de rem op de celdeling wegvalt en er een kankergezwel kan ontstaan.